# La piedra de la paciencia (película)
La Piedra de la Paciencia (en persa: سنگ صبور‎ ) es una película dramática de guerra franco-afgana de 2012 dirigida por Atiq Rahimi, basada en su novela homónima de 2008. Escrita conjuntamente por Jean-Claude Carrière y el director, la película está protagonizada por Golshifteh Farahani, Hamid Djavadan, Massi Mrowat y Hassina Burgan.
La película fue seleccionada como la entrada afgana para Óscar a la mejor película internacional en la 85.ª edición de los Premios Óscar, aunque no fue nominada.  Farahani fue nominada a la categoría mejor actriz revelación en los 39.os Premios César.  La película está ambientada en Afganistán y fue filmada en el país y en zonas de Marruecos que se parecían a las viviendas de la era soviética en Kabul. Fue producida con la participación del Ministerio de Cultura de Francia (Ministère de la Culture), el Centre national du cinéma et de l'image animée y varias productoras cinematográficas independientes. El estreno en Estados Unidos fue distribuido por Sony Pictures Classics.

## Trama
El título de la película y el libro están basados en la mitología persa, y presentan una sang-e sabur سنگ صبور, una piedra mágica con la que uno puede hablar para revelar todos sus secretos y dificultades, hasta que se rompe en mil pedazos el Día del Juicio Final debido a la carga. 
La historia ocurre en algún lugar de Afganistán devastado por la guerra, y gira en torno a una mujer de unos treinta años que cuida a su marido mayor en una habitación decrépita. Queda reducido a estado vegetativo a causa de un balazo en el cuello. No sólo es abandonado por sus compañeros muyahidines (uno de los cuales le disparó durante una discusión), sino también por sus hermanos.
Un día, la mujer decide contarle la verdad a su silencioso marido, explicándole sus sentimientos sobre su relación. Habla de su infancia, de su sufrimiento, de sus frustraciones, de su soledad, de sus sueños, de sus deseos. Ella dice cosas que nunca habría podido decir antes, a pesar de que llevan 10 años casados. El marido paralizado se convierte inconscientemente en su sang-e sabur, absorbiendo todos sus sufrimientos y pensamientos secretos reprimidos.
Mientras espera que su marido regrese a la vida, la mujer lucha por sobrevivir. Encuentra refugio en casa de su tía, que es prostituta y la única pariente que la comprende. La mujer busca liberarse del sufrimiento a través de las palabras que pronuncia con audacia hacia su marido. Mientras tanto, inicia una relación con un joven soldado que la ayuda económicamente y con las tareas de la casa.
La historia también revela problemas sociales como el dominio masculino y el hecho de que muchas mujeres afganas han sido abandonadas y humilladas durante tanto tiempo.

## Elenco
- Golshifteh Farahani como la mujer
  - Marwa Safa Frotan como la mujer (niña)
- Hamid Djavadan como el marido
- Hassina Burgan como la tía
- Massi Mrowat como El joven soldado
- Mohamed Maghraoui como el mulá
- Malak Djaham Khazal como el vecino
- Malik Akhlaqi como Malikdelha
- Sofia Frotan como la hermana
- Yesna Frotan como la hermana menor

## Recepción
La Piedra de la paciencia tiene una calificación de aprobación del 86% en Rotten Tomatoes. 
El Filmdienst alemán comentó: "Una joven madre afgana deja a sus dos hijas con una tía porque la vida en la ciudad se ha vuelto demasiado peligrosa. Ella misma se queda con su marido, que está en coma, y comienza a contarle sus pensamientos y sentimientos. Sus confesiones monólogas cobran vida enteramente gracias al arte de la impresionante actriz principal, que contrarresta la impotencia de su personaje con sentimientos combativos, pero también con mucho humor. Un retrato cautivador de una mujer que, como registro de un inminente acto de liberación, hace estremecer aún más dadas las condiciones reales en Afganistán."
Marli Feldvoß considera que existe una contradicción entre la situación de las muejres en Afganistán y la apariencia y comportamiento de la protagonista: "Pero también hay belleza en la miseria, la maravillosa Golshifteh Farahani, la elegancia de sus movimientos, el discurso inusualmente elocuente y abierto de su protagonista, que raya en la autoexposición, el descubrimiento del propio cuerpo: son experiencias que se parecen más hacia los patrones occidentales de emancipación parecen orientarse. Uno no puede evitar sorprenderse de que una simple mujer afgana sea capaz de mostrarse tan segura de sí misma. Desafortunadamente, la película artísticamente realizada no puede resolver esta contradicción."
La página oficial alemana para la valoración de películas resaltó que: "Como en una obra de cámara, la cámara capta a los escasos personajes en un espacio reducido y guía al espectador a través de la voz y los recuerdos visualizados de la actriz principal, Golshifteh Farahani, cuya fascinante e intensa interpretación hace dolorosamente tangible un destino. Uno sigue al personaje como en una vorágine y se va dando cuenta de todo el alcance de la opresión, la heteronomía y la falta de libertad que tienen que soportar las mujeres en Afganistán. Observado con precisión y dispuesto con cuidado, todo tiene su significado preciso en este escenario parco, de modo que ninguna imagen parece excesiva. Un importante alegato fílmico en favor de la emancipación."

## Premios
Ganó en el Festival de Gijón los Premios a la Mejor Actriz y al Mejor Largometraje por parte del Jurado Joven, así como el Premio FIPRESCI (asociación internacional de críticos de cine).Ganó también el premio a la mejor película en el Festival internacional de jóvenes realizadores de San Juan de Luz 2012.